# Creagrutus ignotus
Creagrutus ignotus é uma espécie de peixe da família dos caracídeos e da ordem dos caraciformes.

## Descrição
Os machos podem alcançar 5,3 cm de comprimento. Vivem em zonas de Clima tropical, na América do Sul, no Rio Tapajós, no Brasil.